# Prologue du Tour de France 1999
Pour un article plus général, voir Tour de France 1999.
Le prologue du Tour de France 1999 s'est déroulé le samedi 3 juillet 1999. Le Puy-du-Fou en Vendée est le lieu de départ et d'arrivée. Le parcours s'est effectué sur 6,8 km. Il s'agit du premier contre-la-montre individuel de ce Tour.
Le prologue est initialement remporté par l'Américain Lance Armstrong, qui endosse le maillot jaune, devant le Suisse Alex Zülle et l'Espagnol Abraham Olano. Il en est déclassé en 2012 pour dopage.

## La course
Le prologue est disputé au Puy du Fou, en Vendée, pour la seconde fois après 1993 et la victoire de Miguel Indurain. La parcours de 6,8 km comporte une côte de quatrième catégorie. De retour après la guérison de son cancer des testicules, le coureur américain Lance Armstrong de l'équipe US Postal remporte le prologue et revêt le premier maillot jaune de ce Tour. Annoncés parmi les favoris de l'épreuve, le Suisse Alex Zülle et l'Espagnol Abraham Olano se classent respectivement deuxième et troisième à 7 et 11 secondes d'Armstrong.

## Classement de l'étape
| \| Classement de l'étape \| Classement de l'étape \| Classement de l'étape \| Classement de l'étape \| Classement de l'étape \| \| Coureur \| Coureur \| Pays \| Équipe \| Temps \| \| --------------------- \| --------------------- \| --------------------- \| --------------------- \| --------------------- \| \| 1er \| Lance Armstrong \| États-Unis \| US Postal Service \| DQ \| \| 2e \| Alex Zülle \| Suisse \| Banesto \| + 7 s \| \| 3e \| Abraham Olano \| Espagne \| ONCE-Deutsche Bank \| + 11 s \| \| 4e \| Christophe Moreau \| France \| Festina-Lotus \| + 15 s \| \| 5e \| Chris Boardman \| Royaume-Uni \| Crédit Agricole \| + 16 s \| \| 6e \| Rik Verbrugghe \| Belgique \| Lotto-Mobistar \| + 18 s \| \| 7e \| Alexandre Vinokourov \| Kazakhstan \| Casino \| + 21 s \| \| 8e \| Santos González \| Espagne \| ONCE-Deutsche Bank \| + 21 s \| \| 9e \| Laurent Brochard \| France \| Festina-Lotus \| + 21 s \| \| 10e \| Gilles Maignan \| France \| Casino \| + 23 s \| |                      |             |                    |        |
| |                      |             |                    |        |
| |                      |             |                    |        |
| Classement de l'étape |                      |             |                    |        |
| Coureur | Coureur              | Pays        | Équipe             | Temps  |
| 1er | Lance Armstrong      | États-Unis  | US Postal Service  | DQ     |
| 2e | Alex Zülle           | Suisse      | Banesto            | + 7 s  |
| 3e | Abraham Olano        | Espagne     | ONCE-Deutsche Bank | + 11 s |
| 4e | Christophe Moreau    | France      | Festina-Lotus      | + 15 s |
| 5e | Chris Boardman       | Royaume-Uni | Crédit Agricole    | + 16 s |
| 6e | Rik Verbrugghe       | Belgique    | Lotto-Mobistar     | + 18 s |
| 7e | Alexandre Vinokourov | Kazakhstan  | Casino             | + 21 s |
| 8e | Santos González      | Espagne     | ONCE-Deutsche Bank | + 21 s |
| 9e | Laurent Brochard     | France      | Festina-Lotus      | + 21 s |
| 10e | Gilles Maignan       | France      | Casino             | + 23 s |

## Classement général
Le classement général de l'épreuve reprend donc le classement de l'étape du jour, Lance Armstrong (US Postal Service) devançant Alex Zülle (Banesto) et Abraham Olano (ONCE-Deutsche Bank).
| \| Classement général \| Classement général \| Classement général \| Classement général \| Classement général \| \| Coureur \| Coureur \| Pays \| Équipe \| Temps \| \| ------------------ \| -------------------- \| ------------------ \| ------------------ \| ------------------ \| \| 1er \| Lance Armstrong \| États-Unis \| US Postal Service \| DQ \| \| 2e \| Alex Zülle \| Suisse \| Banesto \| + 7 s \| \| 3e \| Abraham Olano \| Espagne \| ONCE-Deutsche Bank \| + 11 s \| \| 4e \| Christophe Moreau \| France \| Festina-Lotus \| + 15 s \| \| 5e \| Chris Boardman \| Royaume-Uni \| Crédit Agricole \| + 16 s \| \| 6e \| Rik Verbrugghe \| Belgique \| Lotto-Mobistar \| + 18 s \| \| 7e \| Alexandre Vinokourov \| Kazakhstan \| Casino \| + 21 s \| \| 8e \| Santos González \| Espagne \| ONCE-Deutsche Bank \| + 21 s \| \| 9e \| Laurent Brochard \| France \| Festina-Lotus \| + 21 s \| \| 10e \| Gilles Maignan \| France \| Casino \| + 23 s \| |                      |             |                    |        |
| |                      |             |                    |        |
| |                      |             |                    |        |
| Classement général |                      |             |                    |        |
| Coureur | Coureur              | Pays        | Équipe             | Temps  |
| 1er | Lance Armstrong      | États-Unis  | US Postal Service  | DQ     |
| 2e | Alex Zülle           | Suisse      | Banesto            | + 7 s  |
| 3e | Abraham Olano        | Espagne     | ONCE-Deutsche Bank | + 11 s |
| 4e | Christophe Moreau    | France      | Festina-Lotus      | + 15 s |
| 5e | Chris Boardman       | Royaume-Uni | Crédit Agricole    | + 16 s |
| 6e | Rik Verbrugghe       | Belgique    | Lotto-Mobistar     | + 18 s |
| 7e | Alexandre Vinokourov | Kazakhstan  | Casino             | + 21 s |
| 8e | Santos González      | Espagne     | ONCE-Deutsche Bank | + 21 s |
| 9e | Laurent Brochard     | France      | Festina-Lotus      | + 21 s |
| 10e | Gilles Maignan       | France      | Casino             | + 23 s |

## Classements annexes
| Classement par points | Classement par points | Classement par points | Classement par points | Classement par points |
| Coureur               | Coureur               | Pays                  | Équipe                | Points                |
| --------------------- | --------------------- | --------------------- | --------------------- | --------------------- |
| 1er                   | Lance Armstrong       | États-Unis            | US Postal Service     | DQ                    |
| 2e                    | Alex Zülle            | Suisse                | Banesto               | 12 pts                |
| 3e                    | Abraham Olano         | Espagne               | ONCE-Deutsche Bank    | 10 pts                |
| 4e                    | Christophe Moreau     | France                | Festina-Lotus         | 8 pts                 |
| 5e                    | Chris Boardman        | Royaume-Uni           | Crédit Agricole       | 6 pts                 |

| Classement par points | Classement par points | Classement par points | Classement par points | Classement par points |
| Coureur               | Coureur               | Pays                  | Équipe                | Points                |
| --------------------- | --------------------- | --------------------- | --------------------- | --------------------- |
| 1er                   | Lance Armstrong       | États-Unis            | US Postal Service     | DQ                    |
| 2e                    | Alex Zülle            | Suisse                | Banesto               | 12 pts                |
| 3e                    | Abraham Olano         | Espagne               | ONCE-Deutsche Bank    | 10 pts                |
| 4e                    | Christophe Moreau     | France                | Festina-Lotus         | 8 pts                 |
| 5e                    | Chris Boardman        | Royaume-Uni           | Crédit Agricole       | 6 pts                 |

| Classement de la montagne | Classement de la montagne | Classement de la montagne | Classement de la montagne | Classement de la montagne |
| Coureur                   | Coureur                   | Pays                      | Équipe                    | Points                    |
| ------------------------- | ------------------------- | ------------------------- | ------------------------- | ------------------------- |
| 1er                       | Mariano Piccoli           | Italie                    | Lampre-Daikin             | 5 pts                     |
| 2e                        | Dimitri Konyshev          | Russie                    | Mercatone Uno-Bianchi     | 3 pts                     |
| 3e                        | Sergio Barbero            | Italie                    | Mercatone Uno-Bianchi     | 1 pt                      |

| Classement de la montagne | Classement de la montagne | Classement de la montagne | Classement de la montagne | Classement de la montagne |
| Coureur                   | Coureur                   | Pays                      | Équipe                    | Points                    |
| ------------------------- | ------------------------- | ------------------------- | ------------------------- | ------------------------- |
| 1er                       | Mariano Piccoli           | Italie                    | Lampre-Daikin             | 5 pts                     |
| 2e                        | Dimitri Konyshev          | Russie                    | Mercatone Uno-Bianchi     | 3 pts                     |
| 3e                        | Sergio Barbero            | Italie                    | Mercatone Uno-Bianchi     | 1 pt                      |

| Classement du meilleur jeune | Classement du meilleur jeune | Classement du meilleur jeune | Classement du meilleur jeune | Classement du meilleur jeune |
| Coureur                      | Coureur                      | Pays                         | Équipe                       | Temps                        |
| ---------------------------- | ---------------------------- | ---------------------------- | ---------------------------- | ---------------------------- |
| 1er                          | Rik Verbrugghe               | Belgique                     | Lotto-Mobistar               | 8 min 20 s                   |
| 2e                           | Christian Vande Velde        | États-Unis                   | US Postal Service            | + 7 s                        |
| 3e                           | Benoît Salmon                | France                       | Casino                       | + 14 s                       |
| 4e                           | Magnus Bäckstedt             | Suède                        | Crédit Agricole              | + 15 s                       |
| 5e                           | Mario Aerts                  | Belgique                     | Lotto-Mobistar               | + 17 s                       |

| Classement du meilleur jeune | Classement du meilleur jeune | Classement du meilleur jeune | Classement du meilleur jeune | Classement du meilleur jeune |
| Coureur                      | Coureur                      | Pays                         | Équipe                       | Temps                        |
| ---------------------------- | ---------------------------- | ---------------------------- | ---------------------------- | ---------------------------- |
| 1er                          | Rik Verbrugghe               | Belgique                     | Lotto-Mobistar               | 8 min 20 s                   |
| 2e                           | Christian Vande Velde        | États-Unis                   | US Postal Service            | + 7 s                        |
| 3e                           | Benoît Salmon                | France                       | Casino                       | + 14 s                       |
| 4e                           | Magnus Bäckstedt             | Suède                        | Crédit Agricole              | + 15 s                       |
| 5e                           | Mario Aerts                  | Belgique                     | Lotto-Mobistar               | + 17 s                       |

| Classement par équipes | Classement par équipes | Classement par équipes | Classement par équipes |
| Équipe                 | Équipe                 | Pays                   | Temps                  |
| ---------------------- | ---------------------- | ---------------------- | ---------------------- |
| 1re                    | US Postal Service      | États-Unis             | 24 min 57 s            |
| 2e                     | ONCE-Deutsche Bank     | Espagne                | + 4 s                  |
| 3e                     | Crédit Agricole        | France                 | + 19 s                 |
| 4e                     | Festina-Lotus          | France                 | + 20 s                 |
| 5e                     | Banesto                | Espagne                | + 21 s                 |

| Classement par équipes | Classement par équipes | Classement par équipes | Classement par équipes |
| Équipe                 | Équipe                 | Pays                   | Temps                  |
| ---------------------- | ---------------------- | ---------------------- | ---------------------- |
| 1re                    | US Postal Service      | États-Unis             | 24 min 57 s            |
| 2e                     | ONCE-Deutsche Bank     | Espagne                | + 4 s                  |
| 3e                     | Crédit Agricole        | France                 | + 19 s                 |
| 4e                     | Festina-Lotus          | France                 | + 20 s                 |
| 5e                     | Banesto                | Espagne                | + 21 s                 |